# 緣櫛齒刺尾魚
緣櫛齒刺尾魚，為輻鰭魚綱鱸形目刺尾魚亞目刺尾魚科的其中一個種，於1835年首次被法國動物學家Achille Valenciennes正式描述為Acanthurus marginatus，其模式產地為加羅林群島的盧科諾島，分布於太平洋熱帶海域，棲息深度2-18公尺，本魚體呈橢圓形且側扁，眼睛位於頭部較高的位置，小而突出的嘴巴有厚厚的嘴唇，下頷上都有許多具有彎曲尖端的靈活牙齒，整體顏色為深灰棕色，頭部和身體上有密集的藍色小斑點圖案，背鰭、臀鰭、腹鰭和尾鰭上有藍色條紋，背鰭硬棘8枚、背鰭軟條26-29枚、臀鰭硬棘3枚、臀鰭軟條24-26枚，體長可達27公分，棲息在外海礁石區淺水處，成小群活動，以藻類為食，可作為觀賞魚。

## 擴展閱讀
維基物種上的相關：緣櫛齒刺尾魚